# Łaz (powiat żarski)
Łaz (niem. Lohs) – wieś w Polsce położona w województwie lubuskim, w powiecie żarskim, w gminie Żary.
W latach 1975–1998 miejscowość należała administracyjnie do województwa zielonogórskiego.